# 福岡市立箱崎小学校
福岡市立箱崎小学校（ふくおかしりつ はこざきしょうがっこう）は、福岡県福岡市東区箱崎二丁目 にある公立小学校。

## 沿革

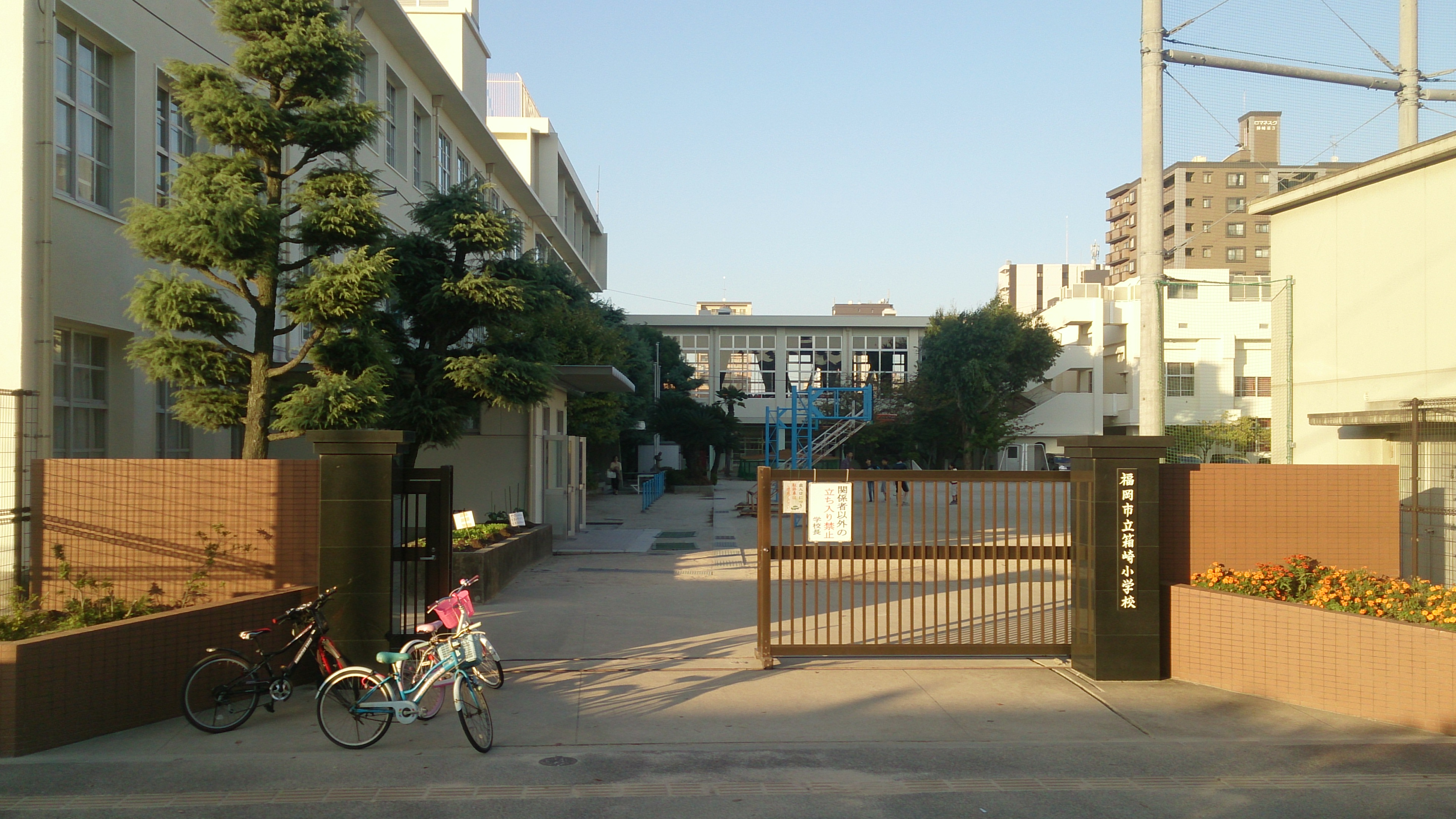
南門

参照：“箱崎小学校の沿革” (PDF). 2014年11月12日閲覧。
- 1873年（明治6年） - 糟屋郡箱崎馬場町に函嵜小学校[2] 開校(仮校舎)
- 1875年（明治8年） - 宮前に校舎移転
- 1886年（明治19年） - 箱崎小学校に改名[要出典]
- 1912年 - 現在の位置に校舎移転
- 1922年 - 創立50周年記念式典
- 1940年 - 糟屋郡箱崎町が福岡市に合併し福岡市立箱崎尋常高等小学校となる
- 1942年 - 筥松小学校を分離
- 1972年 - 創立100周年記念式典
- 1985年 - 体育館建設のためプール解体
- 1986年 - 講堂兼体育館・プール落成式。理科室・家庭科室改修完了。
- 1987年 - 東箱崎小学校を分離(189名)、筥松小学校より編入(124名)
- 1989年 - 特殊学級設置
- 1992年 - 創立120周年記念式典
- 1998年 - パソコン教室新設
- 2001年 - 校内LAN整備
- 2002年 - 開校130周年子ども式典、校舎大規模改修(～2004年)
- 2012年 - 聴覚障がい特別支援学級「そよかぜ学級」開設。開校140周年記念「航空写真撮影」「灯明祭」「児童式典」

## 通学区域
以下の地域を通学区域とする。
- 箱崎1 - 4丁目の全域、5丁目1 - 5番、6丁目1 - 8番、11 - 18番
- 箱崎ふ頭1,2,4,5,6丁目

東区南部のJR箱崎駅西側の一帯、古くからの住宅地である箱崎と、その西側にあり福岡貨物ターミナル駅が立地する博多港箱崎ふ頭地域を通学区域とする。学校は箱崎宮前駅の駅前にあり東区役所や筥崎宮、福岡県立図書館にも近い。
東箱崎・筥松・馬出小学校と校区が接している。
中学校は箱崎中学校の通学区域となる。

## 校歌
1961年制定。
- 作詞：持田勝穂
- 作曲：安永武一郎